# Југославија на избору за Песму Евровизије 1992.
На последњој Југовизији 1992. Југославије победила је Екстра Нена, која је државу представљала у Малмеу, Шведска, са песмом "Љубим те песмама".

## Југовизија
Државно финале одржано је 28. марта 1992. године у Студију РТВ Београд у Београду. Домаћин је био Радош Бајић. У финалу је било 20 песама са преосталих пет поднационалних јавних емитера; РТВ Београд, РТВ Црне Горе, РТВ Приштина, РТВ Нови Сад и РТВ Сарајево. РТВ Сарајево је и даље учествовала иако је Босна и Херцеговина већ прогласила независност прије националног финала. Победничку песму одабрао је стручни жири.
Југословенски национални емитер, ЈРТ, позвао је све југословенске републике да учествују у националном финалу, међутим, словеначки и хрватски емитери нису послали никакве пријаве јер је њихова независност била широко призната до јануара 1992. Такође није било албанских кандидата са Косова због растуће тензије на Косову између Албанаца и Срба.

### Учесници и резултати
| Драв | Емитер          | Уметник                | Песма                     | Диригент           | Бодова | Место |
| ---- | --------------- | ---------------------- | ------------------------- | ------------------ | ------ | ----- |
| 1    | ТВСа, Сарајево  | Алма Чарџић            | "Љубав ће побиједити"     | Миливоје Марковић  | 6      | 10    |
| 2    | ТВНС, Нови Сад  | Влада и Музичка кутија | "Хиљаду снова"            | Јован Адамов       | 5      | 11    |
| 3    | ТВНС, Нови Сад  | Сунчеве пеге           | "Вива рокенрол"           | Јован Адамов       | 0      | 16    |
| 4    | ТВПр, Приштина  | Вива Романа            | "На миг твој"             | Н/А                | 3      | 13    |
| 5    | ТВЦг, Црна Гора | Макадам                | "Сањам љето"              | Александар Таминић | 22     | 6     |
| 6    | ТВПр, Приштина  | Маг                    | „Никоме те дао не бих“    | Звонимир Скерл     | 10     | 9     |
| 7    | ТВЦг, Црна Гора | Дејан Божовић          | "Дан само зна, Тамара"    | Н/А                | 0      | 16    |
| 8    | ТВПр, Приштина  | Соња Митровић-Хани     | "Небо је плакало за нама" | Миливоје Марковић  | 34     | 4     |
| 9    | ТВПр, Приштина  | Виолета и Трилер       | "Био си све"              | Звонимир Скерл     | 0      | 16    |
| 10   | ТВБг, Београд   | Филип и Нада           | "Земља анђела"            | Звонимир Скерл     | 12     | 8     |
| 11   | ТВЦг, Црна Гора | Перпер                 | "С друге стране"          | Радован Паповић    | 0      | 16    |
| 12   | ТВБг, Београд   | Сестре Баруџија        | "Хеј, хеј, врати се"      | Миливоје Марковић  | 5      | 11    |
| 13   | ТВНС, Нови Сад  | Рената                 | "Ти си ветар"             | Јован Адамов       | 18     | 7     |
| 14   | ТВСа, Сарајево  | Зерина Цокоја          | "Нека те песмом пробуде"  | Миливоје Марковић  | 2      | 14    |
| 15   | ТВЦг, Црна Гора | Бојан                  | "Дајана"                  | Радован Паповић    | 31     | 5     |
| 16   | ТВБг, Београд   | Бајоне Бенд            | "Молитва"                 | Миливоје Марковић  | 2      | 14    |
| 17   | ТВБг, Београд   | Ектра Нена             | "Љубим те песмама"        | Звонимир Скерл     | 44     | 1     |
| 18   | ТВБг, Београд   | Вампири                | "Динг динг донг"          | Драган Илић        | 41     | 2     |
| 19   | ТВНС, Нови Сад  | Ледени Принц           | "Поклони ми пољупце"      | Јован Адамов       | 0      | 16    |
| 20   | ТВСа, Сарајево  | Арнела Конаковић       | "Прва ноћ"                | Звонимир Скерл     | 35     | 3     |

| Гласови жирија | Гласови жирија            | Гласови жирија | Гласови жирија  | Гласови жирија | Гласови жирија | Гласови жирија | Гласови жирија | Гласови жирија | Гласови жирија | Гласови жирија | Гласови жирија | Гласови жирија | Гласови жирија | Гласови жирија | Гласови жирија | Гласови жирија | Гласови жирија |
| Редослед       | Песма                     | Е. Бајрамовић  | В. Борисављевић | И. Виталић     | З. Даниловић   | Ф. Даутовић    | Д. Живић       | С. Зарић       | И. Јефтић      | А. Малетић     | Б. Малишић     | М. Мараус      | В. Мулић       | Л. Новаковић   | Д. Перишић     | С. Спасић      | Укупно         |
| -------------- | ------------------------- | -------------- | --------------- | -------------- | -------------- | -------------- | -------------- | -------------- | -------------- | -------------- | -------------- | -------------- | -------------- | -------------- | -------------- | -------------- | -------------- |
| 1              | "Љубав ће побиједити"     |                |                 |                |                | 3              |                |                |                |                |                | 3              |                |                |                |                | 6              |
| 2              | "Хиљаду снова"            |                | 1               |                |                | 2              |                |                |                |                |                |                |                | 2              |                |                | 5              |
| 3              | "Вива рокенрол"           |                |                 |                |                |                |                |                |                |                |                |                |                |                |                |                | 0              |
| 4              | "На миг твој"             |                |                 |                |                |                |                |                |                |                |                | 2              | 1              |                |                |                | 3              |
| 5              | "Сањам љето"              | 2              |                 |                | 7              |                |                |                |                |                | 5              |                | 3              |                | 5              |                | 22             |
| 6              | „Никоме те дао не бих“    |                |                 | 2              |                |                |                |                |                |                |                |                | 5              |                | 2              | 1              | 10             |
| 7              | "Дан само зна, Тамара"    |                |                 |                |                |                |                |                |                |                |                |                |                |                |                |                | 0              |
| 8              | "Небо је плакало за нама" |                |                 | 7              | 5              |                | 5              | 7              |                |                | 3              |                |                |                |                | 7              | 34             |
| 9              | "Био си све"              |                |                 |                |                |                |                |                |                |                |                |                |                |                |                |                | 0              |
| 10             | "Земља анђела"            | 5              |                 |                |                |                | 1              | 1              |                |                |                | 5              |                |                |                |                | 12             |
| 11             | "С друге стране"          |                |                 |                |                |                |                |                |                |                |                |                |                |                |                |                | 0              |
| 12             | "Хеј, хеј, врати се"      |                |                 | 3              |                |                |                |                | 2              |                |                |                |                |                |                |                | 5              |
| 13             | "Ти си ветар"             |                |                 |                |                |                | 3              | 5              | 5              | 5              |                |                |                |                |                |                | 18             |
| 14             | "Нека те пјесмом пробуде" |                |                 |                |                | 1              |                |                |                |                |                |                |                | 1              |                |                | 2              |
| 15             | "Dajana"                  |                | 3               | 5              | 3              |                |                |                |                |                | 7              |                |                | 3              | 7              | 3              | 31             |
| 16             | "Молитва"                 |                |                 |                |                |                |                |                |                | 2              |                |                |                |                |                |                | 2              |
| 17             | "Љубим те песмама"        | 1              | 7               |                | 1              | 5              | 7              | 3              | 1              | 7              | 2              |                |                | 7              | 3              |                | 44             |
| 18             | "Динг динг донг"          | 3              | 5               |                |                | 7              | 2              | 2              | 3              | 1              |                | 1              | 7              | 5              |                | 5              | 41             |
| 19             | "Поклони ми пољупце"      |                |                 |                |                |                |                |                |                |                |                |                |                |                |                |                | 0              |
| 20             | "Прва ноћ"                | 7              | 2               | 1              | 2              |                |                |                | 7              | 3              | 1              | 7              | 2              |                | 1              | 2              | 35             |

## Песма Евровизије 1992.
На крају гласања у Шведској Екстра Нена добила је укупно 44 бода, пласирајући се на 13. у пољу од 23 конкурентске земље.

## После Евровизије
Ово је било последње учешће Југославије на Песми Евровизије. Три недеље након такмичења 1992. године, Резолуцијом 757 Савета безбедности Уједињених нација (усвојена 30. маја 1992.) СР Југославији су уведене санкције које су укључивале забрану њеног учешћа на међународним такмичењима и културним догађајима. Поред тога, СР Југославија је избачена из ЕБУ 30. јуна 1992. године.
Новоформиране републике, Босна и Херцеговина, Хрватска и Словенија  тада су се појавиле независно почевши од такмичења 1993. године, Северна Македонија се придружила такмичењу 1998. и коначно Србија и Црна Гора су се придружиле такмичењу 2004. године.